# Saint-Georges-Montcocq
 Saint-Georges-Montcocq  es una población y comuna francesa, situada en la región de Baja Normandía, departamento de Mancha, en el distrito de Saint-Lô y cantón de Saint-Lô-Ouest.

## Demografía
| 614 | 612 | 683 | 728 | 858 | 896 |
| Para los censos de 1962 a 1999 la población legal corresponde a la población sin duplicidades (Fuente: INSEE [Consultar]) |     |     |     |     |     |

Forma parte de la aglomeración urbana de Saint-Lô.